# شرکت گوشت سفید شماره ۱
شرکت گوشت سفید شماره ۱ یک منطقهٔ مسکونی در ایران است که در دهستان حومه (سمنان) واقع شده‌است. شرکت گوشت سفید شماره ۱ ۶۱ نفر جمعیت دارد.